# Yuberjen Martínez
Yuberjen Herney Martínez Rivas (Turbo, Antioquia, 1 de noviembre de 1991) es un boxeador profesional colombiano que ganó medalla de plata en la categoría minimosca en los Juegos Olímpicos de Río 2016.

## Biografía
Es hijo de pastores protestantes y trabajó como artesano y mecánico. Yuberjen Martínez debutó en el boxeo profesional  En el Coliseo Elías Chewgin de la ciudad de Barranquilla disputó su primer combate ante el venezolano Yeison Hernández. Martínez ha participado en los siguientes eventos nacionales e internacionales:

### Juegos Olímpicos
Con el paso a la final de los 49 kilos del boxeo, Yuberjen Martínez se convirtió en el pugilista colombiano más importante en la historia de los Juegos Olímpicos tras las tres medallas de bronce obtenidas por Alfonso Pérez y Clemente Rojas en los Juegos Olímpicos de Múnich 1972, y por Jorge Eliécer Julio Rocha en los Juegos Olímpicos de Seúl 1988.
Martínez compitió en la categoría minimosca del boxeo de los Juegos Olímpicos de Río 2016. Venció al brasileño Patrik Lourenço, al filipino Rogen Ladon, al español Samuel Carmona y al cubano Joahnys Argilagos; disputó la final contra Hasanboy Dusmatov de Uzbekistán, obteniendo la medalla de plata.